# Psittacanthus complanatus
Psittacanthus complanatus är en tvåhjärtbladig växtart som beskrevs av Kuijt. Psittacanthus complanatus ingår i släktet Psittacanthus och familjen Loranthaceae. Inga underarter finns listade i Catalogue of Life.